# 王孝忠 (明朝)
王孝忠（1465年—？年），字全之，四川順慶府南充縣人，民籍，治《易經》，明朝政治人物。

## 生平
弘治八年（1495年）乙卯科四川鄉試第一名舉人。弘治九年（1496年）中式丙辰科會試第十七名，三甲第十八名進士。授江西永丰县知县。

## 家族
曾祖王希仙；祖父王；父王參，刑部員外郎。前母唐氏；王氏。